# Leichtathletik-Länderkampf der Männer 1956 BR Deutschland – Dänemark
| 6. Leichtathletik-Länderkampf mit bundesdeutscher Beteiligung 1956 | 6. Leichtathletik-Länderkampf mit bundesdeutscher Beteiligung 1956 |               |
| ------------------------------------------------------------------ | ------------------------------------------------------------------ | ------------- |
|                                                                    |                                                                    |               |
| Ländervergleich der Männer: BR Deutschland – Dänemark              |                                                                    |               |
| Austragungsort                                                     | Kassel                                                             |               |
| Wettbewerbe                                                        | 20                                                                 |               |
| Datum                                                              | 25./26. August                                                     |               |
| 1. FRG 2. DNK                                                      | 129 P 081 P                                                        |               |
| Chronik                                                            |                                                                    |               |
| ← FRG-NLD (F)                                                      | FRG-SUI (M) →                                                      | FRG-SUI (M) → |

Den sechsten Vergleich des Länderkampfjahres 1956 gestalteten die bundesdeutschen Männer in Kassel gegen Dänemark. Es war das zweite Wochenende mit zwei gleichzeitig stattfindenden Begegnungen, an dem dieses sechste Aufeinandertreffen mit Dänemark in einem Wettkampf mit dem allgemeinen leichtathletischen Programm stattfand. Austragungsort am 25./26. August war die Stadt Kassel. Auch gegen die Dänen hatte Deutschland alle vorangegangenen Aufeinandertreffen für sich entschieden. Gleichzeitig absolvierten die bundesdeutschen Männer auch noch ihren Länderkampf gegen die Schweiz in Karlsruhe. Eine erste Begegnung mit Dänemark in dieser Saison hatte es am 24. Juni im dänischen Odense gegeben, wo die bundesdeutschen Geher ihre dänischen Gegner besiegt hatten.

## Wettbewerbe und Modus
Dieser Vergleich war der erste der Saison 1956, in dem wieder ein komplettes Länderkampfprogramm an zwei Tagen abgewickelt wurde. Aus dem olympischen Wettbewerbskatalog fehlten nur der Marathonlauf, die beiden Gehdisziplinen und der Zehnkampf. Gewertet wurde in den Einzeldisziplinen nach dem Standardsystem, in den Staffeln mit fünf zu zwei Punkten.

## Ergebnis
Die Dänen entschieden mit den Rennen über 800-, 1500- und 10.000 Meter, mit der 4-mal-100-Meter-Staffel, dem Stabhochsprung sowie dem Hammerwurf sechs Wettbewerbe für sich. Die weiteren Disziplinen gingen an die Bundesrepublik Deutschland, die dabei zehn Doppelerfolge erzielte. So errangen die bundesdeutschen Leichtathleten mit 129 zu 81 Punkten ihren sechsten Sieg gegen Dänemark.

## Legende
Kurze Übersicht zur Bedeutung der Symbolik – so üblicherweise auch in sonstigen Veröffentlichungen verwendet:
| DSQ | disqualifiziert |

## Resultate

### 100 m
| Platz | Athlet          | Land | Zeit (s) |
| ----- | --------------- | ---- | -------- |
| 1     | Eduard Feneberg | FRG  | 10,8     |
| 2     | Erich Fuchs     | FRG  | 11,0     |
| 3     | Kock Jensen     | DNK  | 11,2     |
| 4     | Niels Roesdahl  | DNK  | 11,3     |

Datum: 25. August

### 200 m
| Platz | Athlet         | Land | Zeit (s) |
| ----- | -------------- | ---- | -------- |
| 1     | Leonhard Pohl  | FRG  | 22,1     |
| 2     | Ewald Schröder | FRG  | 22,1     |
| 3     | Kjeld Roholm   | DNK  | 22,7     |
| 4     | Niels Roesdahl | DNK  | 23,4     |

Datum: 26. August

### 400 m
| Platz | Athlet       | Land | Zeit (s) |
| ----- | ------------ | ---- | -------- |
| 1     | Karl Blümmel | FRG  | 48,5     |
| 2     | Jürgen Kühl  | FRG  | 48,6     |
| 3     | Kay Hansen   | DNK  | 50,4     |
| 4     | Ole Jensen   | DNK  | 50,7     |

Datum: 25. August

### 800 m
| Platz | Athlet         | Land | Zeit (min) |
| ----- | -------------- | ---- | ---------- |
| 1     | Gunnar Nielsen | DNK  | 1:50,3     |
| 2     | Max Rentsch    | FRG  | 1:50,6     |
| 3     | Walter Müller  | FRG  | 1:52,6     |
| 4     | Kjeld Roholm   | DNK  | 1:54,4     |

Datum: 25. August

### 1500 m
| Platz | Athlet         | Land | Zeit (min) |
| ----- | -------------- | ---- | ---------- |
| 1     | Gunnar Nielsen | DNK  | 3:48,8     |
| 2     | Günter Dohrow  | FRG  | 3:49,0     |
| 3     | Olaf Lawrenz   | FRG  | 3:58,4     |
| 4     | Knut Klemensen | DNK  | 4:07,1     |

Datum: 26. August

### 5000 m
| Platz | Athlet             | Land | Zeit (min) |
| ----- | ------------------ | ---- | ---------- |
| 1     | Herbert Schade     | FRG  | 14:15,8    |
| 2     | Walter Konrad      | FRG  | 14:18,2    |
| 3     | Johannes Lauridsen | DNK  | 15:07,2    |
| 4     | Niels Nielsen      | DNK  | 15:40,4    |

Datum: 25. August

### 10.000 m
| Platz | Athlet             | Land | Zeit (min) |
| ----- | ------------------ | ---- | ---------- |
| 1     | Thyge Thøgersen    | DNK  | 30:23,4    |
| 2     | Georg Kluge        | FRG  | 30:39,2    |
| 3     | Ludwig Müller      | FRG  | 30:53,2    |
| 4     | Johannes Lauridsen | DNK  | 32:09,2    |

Datum: 26. August

### 110 m Hürden
| Platz | Athlet            | Land | Zeit (s) |
| ----- | ----------------- | ---- | -------- |
| 1     | Bert Steines      | FRG  | 14,7     |
| 2     | Erik Christensen  | DNK  | 15,3     |
| 3     | Erik Nissen       | DNK  | 15,6     |
| 4     | Hans-Jürgen Jenss | FRG  | 15,7     |

Datum: 25. August

### 400 m Hürden
| Platz | Athlet             | Land | Zeit (s) |
| ----- | ------------------ | ---- | -------- |
| 1     | Helmut Janz        | FRG  | 53,1     |
| 2     | Horst Peters       | FRG  | 53,2     |
| 3     | Andreas Gydesen    | DNK  | 56,3     |
| 4     | Thorben Johannesen | DNK  | 56,7     |

Datum: 26. August

### 3000 m Hindernis
| Platz | Athlet             | Land | Zeit (min) |
| ----- | ------------------ | ---- | ---------- |
| 1     | Hans Hüneke        | FRG  | 9:08,6     |
| 2     | Guido Blankenhagen | FRG  | 9;09,2     |
| 3     | Tommy Michaelsen   | DNK  | 9:47,4     |
| 4     | Geert Keilstrup    | DNK  | 9:54,6     |

Datum: 26. August

### 4 × 100 m Staffel
| Platz | Besetzung      | Land                                                     | Zeit (s)                         |
| ----- | -------------- | -------------------------------------------------------- | -------------------------------- |
| 1     | Dänemark       | Niels Roesdahl O. Thomsen Richard Larsen Kock Jensen     | 43,0                             |
| DSQ   | BR Deutschland | Eduard Feneberg Erich Fuchs Leonhard Pohl Ewald Schröder | Stabverlust beim zweiten Wechsel |

Datum: 25. August

### 4 × 400 m Staffel
| Platz | Besetzung      | Land                                                | Zeit (min) |
| ----- | -------------- | --------------------------------------------------- | ---------- |
| 1     | BR Deutschland | Walter Müller Helmut Kropf Jürgen Kühl Karl Blümmel | 3:15,1     |
| 2     | Dänemark       | Kay Hansen Erik Christensen Ole Jensen Kjeld Roholm | 3:24,0     |

Datum: 26. August

### Hochsprung
| Platz | Athlet       | Land | Höhe (m) |
| ----- | ------------ | ---- | -------- |
| 1     | Theo Püll    | FRG  | 1,91     |
| 2     | Jochen Knoll | FRG  | 1,85     |
| 3     | Jørn Dørig   | DNK  | 1,80     |
| 4     | Nils Breum   | DNK  | 1,75     |

Datum: 25. August

### Stabhochsprung
| Platz | Athlet          | Land | Höhe (m) |
| ----- | --------------- | ---- | -------- |
| 1     | Richard Larsen  | DNK  | 4,00     |
| 2     | Rudolf Zech     | FRG  | 3,80     |
| 3     | Richard Seidler | FRG  | 3,80     |
| 4     | Nurmi Hansen    | DNK  | 3,60     |

Datum: 26. August

### Weitsprung
| Platz | Athlet             | Land | Weite (m) |
| ----- | ------------------ | ---- | --------- |
| 1     | Ronald Krüger      | FRG  | 7,22      |
| 2     | Jürgen Neuss       | FRG  | 6,64      |
| 3     | Andreas Michaelsen | DNK  | 6,55      |
| 4     | Ove Thomsen        | DNK  | 6,44      |

Datum: 25. August

### Dreisprung
| Platz | Athlet            | Land | Weite (m) |
| ----- | ----------------- | ---- | --------- |
| 1     | Hermann Höhnke    | FRG  | 14 41     |
| 2     | Walter Mahlendorf | FRG  | 14 15     |
| 3     | Helge H. Olsen    | DNK  | 14 09     |
| 4     | Nils Breum        | DNK  | 12,92     |

Datum: 26. August

### Kugelstoßen
| Platz | Athlet             | Land | Weite (m) |
| ----- | ------------------ | ---- | --------- |
| 1     | Karl-Heinz Wegmann | FRG  | 16,94     |
| 2     | Hermann Lingnau    | FRG  | 16,66     |
| 3     | Aksel Thorsager    | DNK  | 14,53     |
| 4     | Andreas Michaelsen | DNK  | 14,42     |

Datum: 26. August

### Diskuswurf
| Platz | Athlet           | Land | Weite (m) |
| ----- | ---------------- | ---- | --------- |
| 1     | Günther Noack    | FRG  | 50,74     |
| 2     | Jørgen Munk Plum | DNK  | 48,14     |
| 3     | Dieter Möhring   | FRG  | 47,62     |
| 4     | Poul Schlichter  | DNK  | 45,56     |

Datum: 25. August

### Hammerwurf
| Platz | Athlet                 | Land | Weite (m) |
| ----- | ---------------------- | ---- | --------- |
| 1     | Poul Cederquist        | DNK  | 56,42     |
| 2     | Karl Storch            | FRG  | 54,37     |
| 3     | Svend-Aage Frederiksen | DNK  | 53,73     |
| 4     | Karl Hein              | FRG  | 52,10     |

Datum: 26. August

### Speerwurf
| Platz | Athlet        | Land | Weite (m) |
| ----- | ------------- | ---- | --------- |
| 1     | Heinrich Will | FRG  | 70,52     |
| 2     | Claus Gad     | DNK  | 64,70     |
| 3     | Hans Schenk   | FRG  | 64,34     |
| 4     | Thomas Bloch  | DNK  | 53,60     |

Datum: 25. August